# Touha (opera)
Touha (ve slovenském originále Túžba) je pohádková opera o třech dějstvích a epilogu (op. 28) slovenského skladatele českého původu Ladislava Holoubka. Vznikla v letech 1943–44 na libreto Ferdinanda Gabaje a premiéru měla ve Slovenském národním divadle v Bratislavě hned 12. února 1944.

## Vznik a historie opery
Touha – Holoubkova jediná dětská opera – vznikla na objednávku Slovenského národního divadla po skladatelově úspěchu s operou Svítání. Libreto Ferdinanda Gabaje, známého především jako novinář-fejetonista, zpracovává variantu pohádky o Popelce s využitím slovenských lidových prvků a zřetelným náboženským akcentem. Původním název opery měl znít „Evina ruža“. Recenzent Milo Šamko chválil dramatickou stavbu libreta, po jazykové stránce je však považoval za nezdařilé: „rytmus je většinou kostrbatý a rým často prázdný“, některá místa znějí „jako facka na nesprávném místě“.
Podle slovenského muzikologa a hudebního historika Igora Vajdy skladatel operu zhudebnil v zásadě novoromantickým způsobem, motivy jsou však spíše nevýrazné a běžné. Podle recenzenta novin Gardista je hudba Touhy „invenčně dosti omezená“. Týž kritik si povšiml tradiční výstavby opery, převahy uzavřených forem (dueta, terceta, sbory, balety) a konzervativní povahy hudby, která „snaží se být celkově průzračnou, ba až lidově jednoduchou a líbivou“. I recenzent Hudebních rozhledů Pavel Pokorný (v roce 1971) tvrdí, že se skladatel „ani nesnažil objevovat nové světy. Výsledkem je dílo, které mluví k divákovi přístupnou řečí.“ Holoubek pracuje se dvěma melodickými póly: hlavní hrdinka a sbory vesničanů v prvním a třetím dějství mají základ ve slovenské lidové písni, prostředí princova dvora (ale též postava cikánky) je charakterizováno valčíkem. M. Šamko ve své recenzi kritizoval traktování sborů, které „zastávají místy funkci šablonovité sboristické zvukové kulisy, jakou zastává v okázale vystrojených operetách sbor dekadentně elegantních plesových účastníků-lichotníků během zpěvu ústřední hvězdy“, což označil jako „rafinovaný zarahleandrovský styl“.
Celkově je nepopíratelná řemeslná úroveň díla, zejména bohaté harmonické a instrumentační řešení orchestrálního doprovodu prozrazující zřejmou inspiraci dílem Richarda Strausse, čemuž odpovídá i řešení díla jako jednoho souvislého hudebnědramatického proudu. M. Šamko zdůrazňuje vliv Smetany, Pavel Pokorný tvrdí, že autor nezapírá své české kořeny ani svého učitele Vítězslava Nováka, muzikolog Ján Albrecht zase shledává vliv Antonína Dvořáka. Současně je však zřejmé, že dílo vznikalo v chvatu. Slabinou díla, zejména v jeho původní podobě, je zejména neúnosně dlouhé a málo dramatické libreto. Kvůli tomu je Touha také nejdelší Holoubkovou operou – i v pozdější zkrácené verzi trvá asi dvě hodiny.
Mezi nejpůsobivějšími místa Touhy byly uváděny scéna Evy a zpěváka v 1. dějství, výstup opilých zahradníků, scéna cikánky a pijácká scéna III. dějství nebo sbory v 2. dějství. Celkové dobové hodnocení bylo uznalé, ale spíše vlažné („Celek prozrazuje velmi rutinovaného divadelního hudebníka, který ví, co zapůsobí i na efekt.“), případně jako doklad upřímné umělecké snahy skladatele a příslib do budoucna – podle recenzenta v deníku Slovák Holoubek „tak jako v předchozích dvou operách […] se snaží co nejúčinnější výraz a dát svým operám náplň. A i když hned nedosahuje svého vrcholného cíle, přesto každá práce přináší nová poznání a odhaluje i [autorovy] chyby.“ Obecenstvo tuto operu přijalo velmi příznivě, předpovědi, že se udrží na repertoáru, se však nenaplnily.
Skladatel provedl dvě revize díla: nejprve v roce 1963, kdy provedl zejména podstatné škrty: zkrátil úvod, vypustil některé sbory a škrtl celou svatební scénu; postavu Velekněze přejmenoval na Starého krále. Znovu ji pak upravil v roce 1969 při příležitosti druhého (a dosud posledního) nastudování Touhy ve Státním divadle v Košicích (premiéra 12. prosince 1970). Tehdy především zcela přepracoval finále opery – původní epilog ostatně kritika považovala z dramatického hlediska za zbytečný a jen na efekt dělaný, i když hudebně zdařilý. Pouze tato verze se dochovala. Opera sklidila u kritiky více uznání než v době svého vzniku; takto o ní psal například muzikolog Ján Albrecht: „V celém rozvrhu pohádkové opery Touha cítíme mistra operní tvorby. Touha obsahuje mnoho krásných scén a nápadů. Sladění děje, akce, jakož i slova s hudbou lze pokládat za velmi šťastné. Přistupuje k tomu i um dokreslovat a charakterizovat hudbou situace. […] S radostí lze konstatovat, že Holoubkovo dílo neztratilo nic na své hodnotě, aktuálnosti a přitažlivosti ani po dlouhém časovém odstupu. Naopak, spíše lze tvrdit, že v dnešní hudební situaci působí ještě účinněji, i když kritické nároky podstatně vzrostly.“

## Osoby a první obsazení
| osoba                                                        | hlasový obor    | premiéra 1. verze (12. února 1944) | premiéra 2. verze (12. prosince 1970) |
| ------------------------------------------------------------ | --------------- | ---------------------------------- | ------------------------------------- |
| Princ                                                        | lyrický baryton | Franjo Hvastja                     | Karol Mareček                         |
| Otec                                                         | baryton         | Emil Schütz                        | Anton Hucik                           |
| Eva, jeho dcera                                              | soprán          | Zita Hudcová-Frešová               | Lucia Ganzová                         |
| Macecha                                                      | alt             | Janka Gabčová                      | Mária Adamcová                        |
| Margita, její dcera                                          | soprán          | Marka Medvecká                     | Eva Šmáliková                         |
| Velekněz / Starý král                                        | bas             | Boris Jevtušenko                   | Ladislav Neshyba st.                  |
| První zahradník                                              | tenor buffo     | Jozef Křepela                      | Vojtech Schrenkel                     |
| Druhý zahradník                                              | bas buffo       | Zdenko Ruth-Markov                 | Mikuláš Čabiňák                       |
| Zpěvák                                                       | tenor           | František Hájek                    | Stanislav Martiš                      |
| Cikánka                                                      | mezzosoprán     | Dita Gabajová                      | Jana Glogarová                        |
| Dřevorubec                                                   | tenor           | Harry Kluska                       | Ladislav Pačaj                        |
| Strážce                                                      | tenor           | Belo Turba                         | József Havassi                        |
| První lovec                                                  | tenor           | Anton Veselý                       | Ján Pasiar                            |
| Druhý lovec                                                  | bas             | Zdenko Hrůza                       | Pavol Kasarda                         |
| Hlasatel (Herold)                                            | bas             | Alojz Kramár                       | Gejza Spišák                          |
| Sedlák                                                       | bas             | František Hrabovský                | Ladislav Šprinc                       |
| Stařec                                                       | tenor           | Ján Nerád                          | Ferdinand Halper                      |
| Stařena                                                      | soprán          | Jarmila Menšíková                  | Mária Janíková                        |
| Mládenec                                                     | bas             | –                                  | Anton Oros                            |
| Vesničané, lovci, hlasatelé, družičky, stráže, vojáci a děti |                 |                                    |                                       |
| Dirigent:                                                    | Dirigent:       | Ladislav Holoubek                  | Vladimír Daněk                        |
| Režie:                                                       | Režie:          | František Dibarbora                | Drahomíra Bargárová                   |
| Choreografie:                                                | Choreografie:   | Maximilián Froman                  | Marilena Halászová                    |
| Výprava:                                                     | Výprava:        | Karol L. Zachar                    | Ladislav Šestina                      |
| Kostýmy:                                                     | Kostýmy:        | …                                  | Dušan Solčányi                        |

## Děj opery

### 1. dějství
(Před chalupou) V horské chaloupce žije sličná Eva se svým otcem, macechou a nevlastní sestrou Margitou. Po její zemřelé matce jí zbyl jen růžový keř, jejž zasadila, a Eva se o něj láskyplně stará, vzpomínajíc na maminku. Kolemjdoucí vesničané ji utěšují, ale macecha a Margita jí naopak jen častují nadávkami a hrozí, že to překážející vykopou a zničí. Všem ženám se vlichocuje cikánka, když však u Evy nepochodí, prokleje ji. Zbožná dívka však věří v Boží spravedlnost a lásku a cikánčině kletbě nepřikládá význam. Dobrácký, ale slabošský otec se nedokáže dcery zastat, navíc sotva přijde, přivolává jej na pomoc dřevorubec, jemuž strom zavalil v lese kamaráda.
Macecha s Margitou v chaloupce samy hodují a Evičku zanechaly venku o hladu. Ta si stěžuje na svůj smutný osud nejprve své růži a pak i potulnému muzikantovi, který se u ní zastaví, Muzikant si vzpomíná, že nedávno byl na hradě u prince, který měl nadevše rád růže; jistě by se mu i Evino kvítko zalíbilo. Eva by ráda svou růži odnesla do bezpečí do princovy zahrady a tam ji pěstovala. Žádá muzikanta, aby poprosil jejím jménem prince o svolení, a ten jí to slíbí.
Výstřely z hloubi lesa zaženou vylekanou Evu do její komůrky. Jsou to lovci a mezi nimi princ, který právě spatřil růžový keř, jenž se mu ihned velmi zalíbil. Macecha se chytí příležitosti a tvrdí, že květinu vypěstovala Margita. Princ dává růži vykopat a odnést do své zahrady a Margitu prohlašuje svou vrchní zahradnicí (a jak Margita doufá, brzy i něčím více). Lid vracející se z práce slyší macešiny lži a reptají, když však cikánka jejím jménem slíbí všem hostinu, pokud budou mlčet, venkované nabídku přijímají. Princ si odváží růži s Margitou na hrad.

### 2. dějství
(1. obraz – Zahrada) Margita si jako vrchní zahradnice vede neodborně, zato však rázně komanduje své dva podřízené. Přinesenou růži nechává přesadit do zdobeného květináče a zahalit do hedvábí, pak se jí podaří svést prince k polibku. Starý velekněz je tomu přítomen, a protože na novou příchozí nevraží, varuje prince před Margitou. Připomíná mu, že si má podle tradice vybrat nevěstu on, a ne aby si žena vybrala jeho. Princ je však Margitou okouzlen a veleknězi na vzdor rozhoduje, že se ožení ještě dnes. Vysílá po celé krajině trubače, aby ohlásili svatební hostinu a pozvali všechen lid.
(2. obraz – Trůnní sál) Chystá se svatební slavnost. Dva zahradníci přinášejí nevěstinu růži zahalenou do bílého závoje a vzápětí přivádí princ Margitu, rovněž v závoji nevěsty, a žádá přítomné kněží, aby zahájili obřad. Ti ale odmítají, neboť velekněz – který mezi nimi není – jim to zakázal. Margita zuří a svolávána veleknězovu hlavu blesky a hromy, které skutečně přijdou. Strážný oznamuje, že velekněz opustil zemi, a nálada lidu se obrací proti Margitě, již obviňují ze spolku s ďáblem. Princ ji hájí tím, že jen dobrá bytost mohla vypěstovat tak nádhernou růži – ale když ji odhalí, z růže zbyl jen suchý ostnatý peň. Lidé v tom vidí zadostiučinění a známku Boží nepřízně. Z lidu vystupuje potulný zpěvák a vysvětluje princi, jak to bylo s růžovým keřem a s Evičkou. Rozzlobený princ vyhání Margitu ven do zuřící bouře (kde ji vzápětí zabije blesk) a slibuje, že vyhledá Evičku i velekněze a odprosí je.

### 3. dějství
(Před chalupou) Macecha, dosud nevědíc o smrti své dcera, pořádá pro sousedy slíbenou hostinu. Eva obsluhuje a cikánka se hádáním z ruky pokouší rozproudit váznoucí zábavu. Dřevorubec přivádí mezi hosty neznámého vysíleného mnicha prosícího o přístřeší. Macecha jeho prosbu odmítá, ale Eva mu s radostí propůjčí svou komůrku, do níž ho odvádí.
Sousedé odházejí, zůstávají jen podnapilá macecha s cikánkou. Tehdy dorazí princ v doprovodu zpěvák a své družiny nesoucí Evinu růži. Než se obě ženy vzpamatují, jsou svázány a odvedeny do hradního vězení. Princ se pak ukryje a pozoruje, jak zpěvák svou písní vyláká ven Evu. Přesvědčí se tak o její krásné tváři i dobrém srdci. Eva usíná na místě, kde stával její růžový keř. Zdá se jí o princi, a když e probudí, ten stojí skutečně nad ní a prosí ji o odpuštění za všechno a zejména za to, že nechal uvadnout její růži. Když však sundá závoj, keř je opět v plném květu. Princ vyznává dívce lásku a ta jeho vyznání opětuje.
Z chaloupky vychází Evin otec a mnich, v němž princ poznává velekněze a prosí jej na kolenou o odpuštění. Velekněz i otec žehnají princi a Evičce.
(Epilog – Chrám na hradě) Slaví se svatba, lid zpívá zbožné písně za doprovodu varhan. Ryzí láska zvítězila nad zlobou a protivenstvím.